# Zygocactus truncatus
Zygocactus truncatus là một loài thực vật có hoa trong họ Cactaceae. Loài này được (Haw.) K. Schum. miêu tả khoa học đầu tiên năm 1890.